# Lex Luthor (Smallville)
Lex Luthor a Smallville című amerikai televíziós sorozat egyik szereplője. Első megjelenése a sorozat első, Meteoreső című epizódjában volt. A szereplő állandó megszemélyesítője Michael Rosenbaum, akit csak Lex gyermekkori megjelenései alkalmával helyettesítettek más színészek. A eredetileg képregényszereplő Lex Luthort Jerry Siegel író és Joe Shuster rajzoló alkották meg 1940-ben, Superman nevű képregényhősük egyik ellenfeleként, aki idővel annak legnagyobb ellensége lett. A szereplő televíziós adaptációját 2001-ben Alfred Gough és Miles Millar készítette el, aki így már harmadik alkalommal tűnt fel élőszereplős sorozatban a televíziók képernyőjén. A Gough és Millar által átdolgozott szereplő több, a Smallville-hez kapcsolódó irodalmi és egyéb műben is feltűnt, melyek azonban nem feltétlenül kötődnek szorosan a televíziós sorozat kitalált valóságához és cselekményéhez.
Gough és Millar sorozatában Lex Luthort, apja, Lionel Luthor küldi Smallville városába, hogy vegye át a LuthorCorp helyi üzemének a vezetését. A Smallville főhősével, Clark Kenttel akkor ismerkedett meg, mikor egy baleset során kocsijával egy folyóba zuhant, a fiú pedig megmentette az életét. Lex és a farmerfiú Clark ezután hamar barátok lettek, melyet azonban a sorozat előrehaladtával egyre jobban beárnyékol Lex növekvő kíváncsisága és bizalmatlansága Clark iránt. Lex Lionellel való kapcsolata már a sorozat kezdetén igen feszült és ellenséges, mely végül apagyilkosságba torkollik.
A Smallville-ben látható Lex Luthort a sorozat alkotói kezdetben erkölcsileg bizonytalan szereplőként mutatják be, aki a jó és gonosz vékony határmezsgyéjén egyensúlyoz. Lexet a kíváncsisága hajtja a hataloméhség felé, melynek révén idővel Clark legveszélyesebb ellenségévé válik. A Lex Luthort alakító Michael Rosenbaum a szerepben való megjelenéséért többször volt jelöltje, illetve nyertese a Szaturnusz- és, jelöltje a Teen Choice-díjnak.

## Megjelenései
Lex Luthor a Smallville című televíziós sorozat egyik főszereplője, melynek első epizódjától kezdődően, egészen a hetedik évadjának végig állandó szereplője volt. A televíziós sorozaton kívül, Lex megjelent a sorozathoz kapcsolódó fiatal felnőtteknek szóló regényekben is.

### Televíziós sorozat
Lex Luthor a Smallville pilot epizódjában mutatkozott be, mint a milliárdos Lionel Luthor (John Glover) fia, akit apja azért küld Smallville városába, hogy átvegye a LuthorCorp helyi üzemének vezetését. Miután Clark Kent (Tom Welling) megmenti az életét, a két fiatal hamar összebarátkozik. A korai évadok folyamán Lex megpróbál jót tenni, de cselekedeit többnyire a kíváncsiság motiválja, mint például az, hogy Clark hogyan volt képes megmenteni az életét. Lex a sorozat során több nővel is kezd viszonyt, de ezek a kapcsolatok mindig rosszul végződnek. Az első évadban Victoria Hardwickkal (Kelly Brook) kerül romantikus jellegű kapcsolatba, aki azonban csak rajta keresztül akarja megszerezni a LuthorCorpot. Lex ezt követően alkalmi és egy éjszakás viszonyokat folytat különböző nőkkel, egészen addig, amíg a negyedik évad során az egyik volt szeretője megpróbálja megölni.
Lex a sorozat során háromszor nősült meg. Első felesége a Smallville második évadában Desiree Atkins (Krista Allen), aki a meteorkövek által kölcsönzött képessége révén kényszeríti rá Lexet, hogy vegye őt feleségül, hogy aztán megszerezze Lex vagyonát. Szintén ebben az évadban ismerkedik meg dr. Helen Bryce-szal (Emmanuelle Vaugier), aki ismeretlen okból a nászútjuk alkalmával próbált végezni vele. A hatodik évadban Lex feleségül veszi Lana Langet (Kristin Kreuk), aki részben azért megy hozzá, mert azt hiszi, hogy várandós tőle. Miután fény derül az igazságra, Lana megrendezi a saját halálát, melyet gyilkosságnak álcáz és megpróbálja azt Lexre hárítani.
Lex attól kezdve, hogy megmenti az életét, hét évadon keresztül próbálja leleplezni, hogy Clark mit rejteget előle. Az első évadban felbéreli Roger Nixont (Tom O’Brien), az Inquisitor riporterét, hogy derítse ki, mi is történt pontosan akkor, mikor kocsijával a vízbe esett és Clark megmentette. Nixon minden bizonyítéka arra mutat, hogy Lex elgázolta Clarkot, de ő nem akarja ezt elhinni, így Nixon úgy dönt, hogy egymaga fogja nyilvánosságra hozni a történetet. A második évad kezdetén Lex megöli Nixont, mielőtt az végezhetne Clark apjával, Jonathan Kenttel (John Schneider), aki fiát próbálja megóvni a férfi terveitől. Lex Nixon mellett dr. Hamilton (Joe Morton) segítségét is igénybe veszi, akinek az a feladata, hogy a meteorkövek hatását tanulmányozza. Dr. Hamilton rábukkan egy nyolcszögletű lemezre mikor annak a földönkívüli űrhajónak a nyomait kutatja, mely az 1989-es smallville-i meteorzápor idején érkezett a Földre. A lemezt, mely Clark űrhajójának a kulcsa, Nixon ellopja Lextől és véletlenül egyesíti a hajóval.
Mikor Clark a LuthorCorp építési területe alatt felfedezi a Kawatche barlangot a második évadban, Lex ragaszkodik hozzá, hogy a barlang gondnoka legyen, mivel annak a falán a nyolcszögletű lemez felültén található szimbólumok vannak, valamint egy mélyedés, melybe a lemez pontosan beleillik. Clarknak a barlangba tett gyakori látogatásai, és egy darab papír, mely arra enged következtetni, hogy a fiú el tudja olvasni a barlangrajzokat, csak növeli Lex kíváncsiságát és gyanakvását. Lex saját vállalata, a LexCorp végül elveszíti a Kawatche barlangot, melyet apja, Lionel szerez meg, akit szintén hasonló kíváncsiság hajt. Lex gyanakvása a harmadik évad végén véget vet a Clarkkal való barátságának, mikor Lionel közreműködése révén Clark megtudja, hogy Lex adatokat gyűjt róla és családjáról.
A negyedik évadban Lex egyik legfőbb célja, hogy megszerezzen három ősi követ, melyeken ugyanolyan jelek vannak, mint a barlang falán és nyolcszögletű lemezen. A köveket ugyan nem sikerül megszereznie, de arra gyanakszik, hogy Clarknak igen, aki arra használta fel azokat, hogy hozzájusson a tudás kincséhez, melyhez a kövek vezetnek el. A szimbólumok iránti kíváncsisága, melyekről úgy sejti, hogy földönkívüli eredetűek, az ötödik évadban oda vezet, hogy testét megszállja egy kriptoni bűnöző, Zod szelleme. A hetedik évadban Lex rájön, hogy a szimbólumok egy Veritas nevű titkos szervezettel állnak összefüggésben, melynek a tagjai között van apja is. A Veritas tagjai tudtak egy földönkívüli látogató, „Az Utazó” érkezéséről, aki a Smallville-t sújtó 1989-es meteorzáporral érkezett a Földre. Azt is megtudja, hogy a Veritas tagjai birtokában vannak annak a tudásnak, hogy hogyan lehetnek képesek irányítani az Utazót, így Lex megpróbálja megszerezni ezt az eszközt. Mikor megtudja, hogy az apja mindvégig akadályozta őt, megöli Lionelt. A gömb alakú eszköz, melyet a Luthor birtok kandallója felett talál meg, elvezeti Lexet a Magány Erődjéhez, ahol Clarkkal találja szembe magát. A hetedik évad végén a gömb segítségével Lex lerombolja az Erődöt, mely maga alá temeti Clarkot és őt magát is.
A nyolcadik évad első felében Lex holléte ismeretlen, helyét pedig a LuthorCorp élén a korábban saját maga által kiválasztott Tess Mercer veszi át. Mercer megpróbálja felkutatni Lexet, és úgy gondolja, hogy Clark segítségével eljuthat hozzá. A nyolcadik évad Bulletproof című epizódjában Lana tudatja Mercerrel, hogy ő is tudja, hogy Lex életben van, és hogy Lex folyamatosan megfigyeli őt és tetteit a nő tudta nélkül a látóidegeibe ültetett nano-adón keresztül. A Requiem című epizódban Lex megbízza Winslow Schottot, hogy helyezzen el egy kriptonit bombát a Daily Planet épületében, hogy örökre elválassza egymástól Lanát és Clarkot. Mivel Lana ellopta Lex különleges fejlesztésű bio-öltözetét, melyet arra terveztek, hogy elnyelje és kibocsássa a kriptonit sugárzását, Lana arra kényszerül, hogy annak segítségével hatástalanítsa a bombát, melynek következményeképpen soha többet nem mehet Clark közelébe annak veszélye nélkül, hogy megölje őt. Oliver Queen (Justin Hartley) rátalál Lexre és Schott egyik bombájával felrobbantja őt és a készülékeket, melyek életben tartják.
A tizedik évadban kiderül, hogy Lex számtalan klónt hozott létre saját magáról. Ezek közül rengeteg legjobb darabjából összeállított egy olyan klónt, mely tökéletesen hasonlít rá, viszont szív nélkül nem lehetett teljes. A fináléban egy alternatív Földről érkezett Lionel Luthor Tess (aki Lex féltestvére) szívét akarta felhasználni ahhoz, hogy befejezze a kísérletet, de a nő megszökik. Lionel így kénytelen alkut kötni a sötét úrral, Darkseid-dal, aki a férfi szívét helyezi a testbe, miután Lionel felajánlotta neki a lelkét. A feltámadt Lex találkozik Clark-kal, és felfedi neki, hogy elfogadta a sorsát, mint jövendőbeli ősellensége. Később felkeresi Tess-t a LuthorCorp-nál, majd leszúrja őt, de a nő halála előtt egy olyan szert ad be Lexnek, melytől minden emléke Smallville-ről és Clark-ról is kitörlődik. Miután Clark beteljesítette sorsát, mint Superman, Lex átnevezi a LuthorCorp-ot LexCorp-pá. Az utolsó jelenetben, ami 2018-ban játszódik, Lex-et megválasztják az Egyesült Államok elnökévé.

## Ábrázolása
A Smallville Lex Luthorának megtervezésekor Al Gough és Miles Millar úgy döntöttek, hogy a szereplő nem a Superman-filmsorozatban Gene Hackman által alakított humorosabb Lex Luthor előfutára lesz. A két alkotó egy kedvelhető és sebezhető szereplőt szeretett volna látni a sorozatban. A megfelelő szereplő kiválasztása igen bonyolult feladatnak bizonyult, mivel a meghallgatások során nem született egyetértés, hogy melyik jelentkező töltse be a szerepet. Gough és Millar egy komikust szerettek volna a szerepre, mivel véleményük szerint a komikusok mindig arra törekszenek, hogy „örömet okozzanak és hogy megszerettessék magukat”. Michael Rosenbaum kétszer vett részt Lex Luthor szerepének meghallgatásán. A színész úgy érezte, hogy az első alkalommal nem vette elég komolyan a feladatot, így a második meghallgatás előtt egy két és fél oldalas jelenet szövegéből külön megjelölte azokat a sorokat, melyek humoros, karizmatikus vagy éppen fenyegető érzelmi töltetűek. A második meghallgatása olyan jól sikerült, hogy az elbírálók mind egyetértettek abban, hogy ő a „megfelelő fickó” a szerepre.
Rosenbaumon kívül Martin Cummins is jelentkezett Lex Luthor szerepére, aki később a sorozat második és harmadik évadának több epizódjában dr. Garnert, egy neurológus kutatót alakított, aki Clarkon hajtott végre kísérleteket. A sorozatban Michael Rosenbaum mellett Lex Luthor szerepében Matthew Munn, Wayne Dalgish, Lucas Grabeel és Connor Stanhope volt látható annak gyermekkori megjelenései alkalmával. Rosenbaum örömmel fogadta, hogy a korai évadok során is bemutathatta Lex gonosz oldalát, még ha csak néhány pillanatra is. A színész saját bevallása szerint különösen élvezte azokat a jeleneteket, melyekben „teljesen kivetkőzhetett magából”, mint például a Kézfogás (Hug) című epizódban, melyben Lex gépfegyvert ragad és vadul tüzel mindenre amit csak meglát. Rosenbaum véleménye szerint ez pillantást enged a nézők számára, hogy Lex mivé fog válni. A szerep eljátszása érdekében a színésznek nem csak naponta kopaszra kellett borotválnia a fejét, hanem órákat igénylő sminkelésen is keresztül kellett esnie, hogy hajának természetes vonali ne jelenjenek meg a felvételeken. A Smallville hetedik évada után Rosenbaum úgy döntött, hogy más irányba szeretné tovább folytatni színészi pályafutását, és elhagyja a sorozatot.

## A szereplő fejlődése

### A cselekmény hatásai
A szereplőt alakító Michael Rosenbaum nyilatkozata szerint Lex a sorozat első évadában hős próbál lenni, de jellemében kiütköznek olyan elemek is, melyeket le kell küzdeni, hogy az egyenes úton tudjon maradni. Apjával való, feszültséggel és rivalizálással teli kapcsolata, mely már a pilot epizódban is jelen van, válaszúthoz érkezik, mikor az első évad befejező epizódjában meg kell hoznia a döntést, hogy segít-e apján, vagy hagyja meghalni. Rosenbaum azt szerette volna, hogy a nézők lássák, hogy Lex valóban vívódik a gondolattal, hogy vajon milyen élete lenne, ha Lionel nem lenne ott, hogy befolyásolja azt. Rosenbaum később így írta körül ezt a pillanatot:
Véleményem szerint ami megkülönböztet egy hétköznapi embert és egy gyilkost, az a döntés egy pillanata. A gyilkosok meg tudják hozni a döntést, hogy elkövessék ezt a tettet és gyilkoljanak, amivel a legtöbb embernek valószínűleg nem kell szembenéznie. Neked vagy nekem soha nem kellett elmennünk ilyen messzire, de összehasonlítva Lex életével, a mienk nem is volt olyan traumatikus. Abban a pillanatban a könyvtárban, Lex megfeledkezett róla, hogy ki is ő. Én így játszottam el, és azt akartam, hogy így hasson. Ezek azok a döntése amiket meghozol, amik rádöbbentenek, hogy a racionalitást és az irracionalitást csupán egy vékony vonal választja el egymástól. Mikor a volán mögött ülsz és éppen pokoli napod volt, teljesen ki vagy borulva és egy pillanatra arra gondolsz, hogy elrántod a kormányt és az árokba hajtasz. A legtöbb embernek csupán egy pillanatra villan át az agyán ez a gondolat, de mikor erre gondolsz, valóban fontolóra is veszed ezt? Valóban képes lennél megtenni? A legtöbb ember nem tenné, de mikor ő meglátja az apját, ahogyan ott fekszik, ez azon pillanatok egyike, mikor Lex olyan mint ez a bizonyos sofőr.
A második évad még többet mutat meg Lex sötét pillanataiból attól a pillanattól kezdődően, hogy Lex haboz apja életének megmentésében egészen Jonathanra való kirohanásáig az igazságtalan bánásmód miatt. Ezek mind Lex tudatába engednek bepillantást. A harmadik évad Emlékek (Memoria) című epizódja fényt derít a különös körülményekre, melyek Lex csecsemő testvérének, Juliannak halálához vezettek. Gough nyilatkozata szerint Julian Luthor történetét már az első évad során kidolgozták, annak első említése óta a Kóbor kölyök (Stray) című epizódban, de a megfelelő pillanatra vártak, hogy elmeséljék azt. Az alkotók azt akarták, hogy a nézők úgy higgyék Lex a felelős Julian haláláért, mielőtt bemutatják az igazságot, mely szerint Lex csak édesanyjáról próbálta magára vállalni a felelősséget.
A negyedik évadában kezdődik a sorozatnak az a hosszabb történetszakasza, melyben Lex Lana iránti érzései kerülnek a középpontba. Bár Lex vonzalmának a jelei már az első évad második epizódjában is megfigyelhetőek, Lex azonban csak a negyedik évad során kezdi kimutatni valódi érzéseit. Gough magyarázata szerint Lex nem csak egyszerűen védelmezni akarta Lanát akkori barátjától, Jason Teague-tól (Jensen Ackles), aki a tudás köveinek is a birtokában volt, hanem meg is akart szabadulni a férfitól, hogy egyedül birtokolhassa a lányt. Darren Swimmer író Lexet tettei alapján már a korai évadokban is megkérdőjelezi. „Miért is venné egy milliárdos a pártfogásába ezt a lányt és venne neki egy kávézót? Mik lehetnek a valós szándékai?” – tette fel a kérdést Swimmer. A sorozat egy másik írója, Todd Slavkin az ötödik évadot „Lex Luthor sötétbe fordulásának” idejeként jellemzi. Az Aqua című epizódban Lex már elvesztette a gátlásait. Mivel Clarkkal való barátságának már vége, amit eddig szeretett volna megőrizni és ezért némiképpen visszafogta magát, a sötét oldala is nyilvánvalóbbá válik. Az ötödik évadban Lex hataloméhsége egyre nő, és végül úgy dönt, hogy indul a kansas-i szenátori választáson. A Lex karácsony (Lexmas) című epizódban, egy alternatív világban Lex lehetőséget kap, hogy átéljen egy olyan életet, melyben házasságban él Lanával és hajszolja a hatalomvágy. Ebben a világban Lex a hatalma és a pénze nélkül, melyet eredetileg birtokolt, nem képes megmenti Lanát, aki a halál mezsgyéjén lebeg, miután életet adott második gyermeküknek. Ez az a pont, mikor Lex elhatározza, hogy a mindig „csúcsra fog törni”.

### Jellemzése
Lex egyik meghatározó jellemvonása a kíváncsisága, mely az elsődleges motivációs ereje erkölcsileg „kétes” tettei elkövetése során. Ez a kíváncsiság attól a pillanattól kezdve része a szereplőnek, mikor elütötte Clarkot, aki aztán megmagyarázhatatlan módon megmentette az életét. Clark mindig akkor és ott tűnik fel, amikor és ahol valami fura dolog történik Smallville-ben, mely csak még jobban feltüzeli a kíváncsiságát. Rosenbaum véleménye szerint Lex csupán két lehetőséget lát az élete folytatására. Az első, hogy elmegy Metropolis-ba és az apjával fog dolgozni; a második pedig, hogy kideríti, hogy „mi nem stimmel” Clark Kenttel. A Smallville-ben látható Lex Luthor egy másik meghatározó jellemvonása „gonosztevő” mivolta, mely folyamatosan fejlődik ki a sorozat előrehaladtával. Rosenbaum úgy gondolja, hogy Lex sötét oldala, mely a korai évadok során látható, csupán kóstoló abból, ami valóban benne rejlik.
A második évad Átjáró (Vortex) című nyitóepizódjában a színész azt kérte Greg Beemantől, hogy készítsenek róla egy közeli felvételt, miután Lex lelövi Nixont, hogy így szemléltessék Lex sötét oldalát. Rosenbaum szándéka az volt, hogy a nézőkre bízza annak eldöntését, hogy Lex valóban örömét lelte e a férfi meggyilkolásában. „…Lex vagy elborzadt és megrökönyödött, vagy élvezte és jól esett neki” – mondta Beeman. Rosenbaum megfogalmazása szerint, ha Lex eljut arra a pontra, hogy minden tudását beveti és „valóban kivetkőzik önmagából”, a „világnak el kell rejtőznie” előle. Brian Byun ismertetőjében úgy jellemezte Lex jó és rossz oldalának belső vívódását, hogy az egyszerre tette őt antihőssé és hasonlóvá a Superman történeteiben jártas néző számára a képregényekből ismert Lex Luthorrá, Superman legnagyobb ellenségévé. A tudat, hogy a Smallville-ben látható Lex Clark halálos ellenfelévé fog válni „a szereplőnek egy tragikus, szinte Shakespeare-i nagyszerűséget ad”.
A hatodik évad záróepizódjában, az utolsó jelentében a Lanát alakító Kristin Kreukkal Rosenbaum úgy döntött, hogy figyelmen kívül hagyja a forgatókönyvet és Chazz Palminteri Bronxi mese című filmének egyik jelenetét használja fel. A Fantom (Phantom) ezen jelenetében Lana Lex tudomására hozza, hogy elhagyja őt. Lex körülsétálja őt, majd becsukja az ajtót. Rosenbaum szerette volna, ha a jelenet hatására a nézőkben egy pillanatra félelem ébred, hogy azon kezdjenek töprengeni, hogy Lex mit fog tenni Lanával; a cél az volt, hogy bemutassa, hogy Lex milyen kiszámíthatatlan tud lenni.
Az évadok előrehaladtával, mialatt a szereplő egyre sötétebbé és komorabbá vált, Rosenbaum egyre több alkalmat próbált találni, hogy humort vigyen egyes jelenetekben, így fizikai jelekkel, mint például egy mosollyal egy döntő pillanatban, vagy pedig „önbecsmérlő humorral”. Az egyik ilyen, a nézők körében emlékezetessé és népszerűvé vált jelenet a hatodik évad Igazság (Justice) című epizódjában volt, melyben Lex azzal viccel, hogy lófarkat szeretne magának. A sorozat alkotóinak kétségei voltak a dialógus felől, de Rosenbaum meggyőzte őket, hogy képes lesz hatásosan előadni azt. A színész véleménye szerint ez a meglepő beszólás még hihetőbbé teszi a szereplőt, mint embert, mivel a nézők és rajongók számára is egyaránt köztudott, hogy Lex mindig szeretett volna, ha lenne haja. Az Igazság ezen jelenete a sorozat egy korábbi epizódját idézi vissza, melyben Lex felfedi kisebbségi komplexusát, melyet Clarkkal szemben érez. Az ötödik évad Bekerítve (Lockdown) című epizódjában Lex betekintést enged gondolataiba, hogy véleménye szerint milyen helyet foglal is el Smallville-ben. Steven S. DeKnight író magyarázata szerint a közönség egy olyan pillanatot láthat az epizódban, melyben Lex kimutatja, hogy még mindig kívülállóként érzi magát, és hogy Clarkot a „tökéletes embernek” tartja. DeKnight úgy gondolja, Clark szemszögéből nézve, hogy Lexet az a vágy hajtja, hogy megszerezzen mindent, amije Clarknak is van, így a családját és a barátnőjét is.
Lex hatalomvágya az ötödik évad során kezd egyre nagyobb teret hódítani. Al Gough véleménye szerint Lex politikai irányú terveit is egyértelműen a hatalom iránti vágya motiválja. Rosenbaum egyetért ezzel a meglátással, kiegészítve azzal, hogy Lex „telhetetlen szereplő”. A színész úgy gondolja, hogy Lex étvágyát soha semmi nem fogja tudja teljesen kielégíteni, és addig nem fog megállni, míg ő nem lesz az Egyesült Államok elnöke. Még akkor is, ha már ezt elérte, a legfőbb célja továbbra is az lesz, hogy az emberek kedveljék, és hogy higgyenek benne.
Az alkotó stáb a felvételek során a szereplők ábrázolására a színek összeállítását és a kameramozgást is felhasználta. A Smallville Lex Luthora gyakran látható üveg és acél háttér előtt, és gyakran ölt magára fekete, szürke és hideg tónusú, például lila vagy kék ruhákat.

### Kapcsolatai
Rosenbaum elfogadta, hogy a Lex és Clark közötti barátság kezdettől fogva bukásra volt ítélve, de emellett úgy látja, hogy a sorozat kezdetén ez a kapcsolat valóban fontos volt Lex számára. A színész úgy véli, hogy ha Clark láthatta volna azt a sötétséget, amivel Lexnek folyamatosan küzdeni kellett, jobban megértette volna annak tetteinek okát is. Brian Byun a sorozat első évadának ismertetőjében megemlítette, hogy a Clarkot és Lexet kezdetben összekötő barátságot már korábban többször is feldolgozták, de még egyik sem adott olyan mélységben, mint ahogyan azt a Smallville tette. A kapcsolatuk ilyen módon való feldolgozása egyben azt is meggátolta, hogy a sorozat a Dawson és a haverok emberfeletti változatává alakuljon át.
Hasonlóan Lanához, aki a szülei elvesztése után keletkezett űrt a megfelelő férfi megtalálásával próbálta betölteni, Lex nőkkel próbálja meg betölteni a benne tátongó űrt, amit édesanyja halála hagyott hátra. Holly Harold író magyarázata szerint Lexnek „szüksége van rá, és akarja, hogy szeressék”. Rosenbaum hasonlóképpen vélekedik erről és úgy érzi, hogy Lex a „feltétel nélküli szeretetet” keresi. A színész véleménye szerint ezzel az érzéssel bárki képes azonosulni, Lexnek azonban nem sikerül elérnie ezt, sem azokkal a nőkkel, akikkel viszonyt kezd, sem pedig saját apjával. Rosenbaum és a Martha Kentet alakító Annette O’Toole egyetértenek abban, hogy az egyetlen személy, aki képes volt Lex számára megadni ezt a fajta szeretetet, az édesanyja volt, aki még a fiú gyermekkorában halt meg. Közös szerepléseik alkalmával a két színész játékukkal megpróbáltak utalni arra, hogy Martha szeretné megadni Lexnek ezt a szeretetet, mivel felismeri, hogy erre van szüksége, Lex pedig valóban szívesen fogadná is ezt.
Számos kudarcba fulladt kapcsolata után Lex végre úgy érzi, hogy Lana Langben megtalálta amit akar, mikor romantikus kapcsolatot kezd vele. A Hipnotikus (Hypnotic) című epizódban, hogy többé ne bántsa meg Lana érzéseit, Clark azt mondja a lánynak, hogy már nem szereti őt. Ez az esemény üldözi Lanát Lex karjaiba. Darren Swimmer író magyarázata szerint, ez nem csak egy spontán esemény volt, hanem ennek előjelei már az egész ötödik évad során észrevehetőek voltak. Rosenbaum nyilatkozata szerint Lex már évekkel azelőtt szemet vetett Lanára és vitatja, hogy valóban segíteni próbált volna Clarknak, hogy elnyerje Lana színvét, ami végül sikerült is neki. Mikor Clark és Lana kapcsolata a fiú titkolózása miatt tönkremegy, Lex csak erre az alkalomra várt. Rosenbaum véleménye szerint Lanának „elege volt a fiúból és egy férfit akart”. Ezzel ellentétben Swimmer megítélése szerint Lana azért kezdett randevúzni Lexszel, hogy valahogy féltékennyé tegye Clarkot, de ez a viszony végül „valami többé alakult át”. Kreuk véleménye szerint Lana azért rohant Lexhez, „mert tudta, hogy soha nem fogja tudni valóban szeretni”. Kreuk azt is megjegyezte, hogy Lana kapcsolatait egész életében a szükséglet szőtte át, hogy betöltse azt az ürességet, ami szülei halála után maradt. Az Üresség (Void) című epizódban Lanának sikerül magában felszámolni ezt a szükségletet, mikor egy halálközeli élménye során kapcsolatba lép halott szüleivel. Kreuk véleménye szerint Lana ezen keresztül rájön, hogy már nincs szüksége másokra, hogy azokkal próbálja betölteni ezt az űrt magában, és ez az ami Lex felé hajtja a lányt. A színésznő megítélése szerint ha Lex a Lex karácsonya egy más utat választott volna, Lana képes lett volna valóban beleszeretni.
Rosenbaum véleménye szerint Lex Lanát gyönyörű, csábító és kissé naiv lánynak tekinti. Lex ezért gondolta azt, hogy bízhat Lanában, akit az egyetlen valódi szerelmének tartott. Lex emellett tudja, hogy Lana mindig is csak Clarkot fogja szeretni, de az várja, hogy őt is ugyanúgy fogja szeretni önmagáért, ahogyan azt Clarkkal tette. Rosenbaum azonban nem hiszi, hogy Lana ezt nyújtja Lex számára. Holly Harold író párhuzamokat lát Lex és Lana kapcsolata, valamint Lionel és Martha Kent kapcsolata között. Mindkét férfi az hiszi, hogy az általuk választott nő lesz számukra a megváltás, és visszatartja őket, hogy átlépjék a határt a sötét oldalra. Lex védelmében Rosenbaum megjegyezte, hogy bár vitatja, hogy Lex nem arra használja fel Lanát, hogy fájdalmat okozzon Clarknak, de emellett valóban szereti is őt. A színész véleménye szerint Lex problémái abban gyökereznek, hogy akárhányszor megszeretett valakit és megnyílt előttük, mindannyiszor megbántották, megsérült vagy éppen elárulták. Bár Lex jobban szereti Lanát, mint bárki mást előtte, egyszerűen már képtelen rá, hogy teljesen megnyíljon előtte, mivel attól fél, hogy újból megismétlődik a korábbi csalódása. Rosenbaum úgy hiszi, hogy Lex és Lana válása mindkét szereplő életében számára tragikus pillanat volt. Egy olyan pillanat, amely magában foglalja Lex egész múltjának minden csalódását, melyben megnyílt egy nő számára és emiatt megsérült.
Lex azonban nem csak a nőkkel képtelen egészséges kapcsolat kiépítésére, hanem apjával sem. Rosenbaum Lex és Lionel kapcsolatát egyfajta kötélhúzásként írja körül, és nem ért egyet a Lionelt alakító John Glover véleményével, miszerint az egyszerűen csak próbára akarja tenni fiát, hogy az megerősödjön a rá váró életre. Rosenbaum meglátása szerint Lexet egyre jobban és folyamatosan egy bizonyos pont felé taszítják, amiről tudja, hogy már nem sokáig fogja tudni tartani magát. Az Átjáró (Vortex) című epizódban Lex felismeri, hogy abban a pillanatban, mikor meglátta apját egy oszlop alatt tehetetlenül feküdni, megfeledkezett önmagáról, és bűntudata volt emiatt. Rosenbaum szerint Lex rájött, hogy ha hagyná apját meghalni, egy olyan sötét úton indult volna el, amely pontosan olyanná tenné őt mint az apja – gonosszá. Ahogyan a sorozat előrehaladtával Lex továbbra is apja árnyékában él, egyre többet tud meg arról, hogy miféle „szörnyeteg” is az apja valójában. Az utolsó csepp a pohárban az a pont, mikor Lex megtudja, hogy az apja megölte a szüleit, Lex nagyszüleit, egy biztosítási csalás miatt. Rosenbaum ezt a legnehezebb etikai dilemmának tekinti; ahhoz hasonlítja, mint amikor egy szülő megtudja, hogy a gyermeke meggyilkolt valakit, és döntést kell hoznia, hogy a törvény kezére adja e őt vagy sem. Lex, aki már nem képes tovább elviselni apja bánásmódját, úgy dönt, hogy feladja apját az FBI-nak. A színész véleménye szerint ez a döntés igazolást nyer Lex számára, mivel a tettit tapasztalva annak a szörnynek látja Lionelt, ami valójában, aki arra is képes volt, hogy elektrosokk-terápiával emlékezetvesztést okozzon fiánál, hogy megölje a saját szüleit, és amiatt, ahogyan Lex édesanyjával bánt.

## Kritikák és a szereplő megítélése
Michael Rosenbaumot Lex Luthor alakításáért több alkalommal is jelölték a Szaturnusz-díjra annak „legjobb mellékszereplő televíziós sorozatban” (Best Supporting Actor in a Television Series) kategóriájában. Első jelölését 2002-ben kapta, mely évben el is nyerte a díjat. Ugyanebben az évben Kristin Kreuk mellett jelöltje volt a Cinescape Genre Face of the Future díjának is. Az ezt követő években, 2003 és 2006 között Rosenbum folyamatosan a Szaturnusz-díj várományosai között volt. 2002-ben és 2003-ban Rosenbaum jelöltje volt a Teen Choice-díjnak annak Choice Sidekick kategóriájában. 2007-ben és 2008-ban a Teen Choice-díj a Choice Villain kategóriájában volt jelölt.

## Lásd még
- Lex Luthor – a DC Comics képregényeinek szereplője

## Külső hivatkozások
- Lex Luthor a Smallville Wiki (Wikia Entertainment) oldalain (angolul)